# Newburg (Dakota del Nord)
Newburg és una població dels Estats Units a l'estat de Dakota del Nord. Segons el cens del 2000 tenia 88 habitants.

## Demografia
Segons el cens del 2000, Newburg tenia 88 habitants, 47 habitatges, i 25 famílies. La densitat de població era de 261,4 hab./km².
Dels 47 habitatges en un 17% hi vivien nens de menys de 18 anys, en un 46,8% hi vivien parelles casades, en un 4,3% dones solteres, i en un 46,8% no eren unitats familiars. En el 42,6% dels habitatges hi vivien persones soles el 27,7% de les quals corresponia a persones de 65 anys o més que vivien soles. El nombre mitjà de persones vivint en cada habitatge era d'1,87 i el nombre mitjà de persones que vivien en cada família era de 2,52.
Per edats la població es repartia de la següent manera: un 15,9% tenia menys de 18 anys, un 4,5% entre 18 i 24, un 22,7% entre 25 i 44, un 26,1% de 45 a 60 i un 30,7% 65 anys o més.
L'edat mediana era de 48 anys. Per cada 100 dones de 18 o més anys hi havia 80,5 homes.
La renda mediana per habitatge era de 23.750 $ i la renda mediana per família de 28.125 $. Els homes tenien una renda mediana de 23.750 $ mentre que les dones 21.250 $. La renda per capita de la població era de 17.381 $. Entorn del 16,1% de les famílies i el 24% de la població estaven per davall del llindar de pobresa.

## Poblacions més properes
El següent diagrama mostra les poblacions més properes.